# Pave Stefan 1.
Pave Stefan 1. var pave i perioden 12. maj 254 til 2. august 257. Han var romersk af fødsel, men slægten var af græsk afstamning, og han blev biskop i Rom (på den tid det samme som pave) i 254 efter at have været en af pave Lucius' nære medarbejdere, og det var også Lucius, der udpegede Stefan som sin efterfølger.
På den tid var de indre stridigheder i kirken lige så stor en trussel mod kristenheden som de ydre forfølgelser. Efter kejser Decius' forfølgelser 250-251 blev kirken splittet af, hvordan man skulle reagere på de frafaldne, først og fremmest Novatian, der senere blev erklæret kætter, og hans tilhængere. Dette førte til yderligere kontroverser, om man skulle tillade dåb af medlemmer af udbrydergrupper som en legitim handling. I begyndelsen af sin regeringstid var Stefan påvirket af Faustinus, biskop af Lyon, til at reagere mod Marcian, biskop af Arles, der nægtede altergang til de angrende blandt dem, hvis tro havde forladt dem under forfølgelserne. Denne holdning benævnes "novatianisme" efter Novatian.
Det var også Stefans holdning, at tilbagevendte fra udbryderkirker, der måske var kætterske, ikke behøvede at blive gendøbt, i modsætning til Cyprian og visse biskopper i de romerske provinser i Asien, der krævede ny dåb for at komme tilbage til den rigtige kirke. Stefans holdning fik bred opbakning, men i hans levetid blev forfølgelserne mere voldsomme. Det hævdes også, at han insisterede på at genindsætte biskopperne i León og Astorga, som var blevet udstødt på grund af vaklen i troen under forfølgelserne, selv om de efterfølgende havde angret. I Rom samlede han sin menighed for at afholde messe i katakomberne ved martyrernes grave. Den 2. august 257 sad Stefan på sin pavelige trone i katakomberne, da kejserens mænd kom og halshuggede ham. Så langt op som i det 18. århundrede var tronen bevaret, stadig med blodpletter. Hans navnedag er derfor 2. august.
I Katolsk Encyklopædi betragtes det som overordentlig tvivlsomt, at Stefan skulle være martyr. Det er mere sandsynligt, at der er tale om en sammenblanding mellem ham og efterfølgeren Sixtus II, der var en af de første ofre for Valerians forfølgelser i 258. Dennes første forfølgelser i 257 omfattede ikke ordre til at henrette biskopper, så det er tvivlsomt, at Stefan var en af Valerians martyrer.